# Lover Boy (Ariel Pink's Haunted Graffiti)
Lover Boy è il sesto album in studio del musicista statunitense Ariel Pink, pubblicato nel 2002 con il nome del suo progetto Ariel Pink's Haunted Graffiti.

## Tracce
1. Don't Talk To Strangers
2. Didn't It Click?
3. She's My Girl
4. Poultry Head
5. Older Than Her Years
6. So Glad
7. Want Me
8. Loverboy (with John Maus)
9. Jonathan's Halo
10. Hobbies Galore by R. Stevie Moore
11. I Don't Need Enemies (Holy Shit Single 45) (with Matt Fishbeck)
12. Let's Get Married Tonite
13. Ghosts (with John Maus)
14. Phoebus Palast (with coL)
15. Blue Straws (with Brandt Larson)
16. The Birds They Sing In You (with coL)
17. New Trumpets Of Time (with coL)
18. Doggone (shegone)
19. You Are My Angel (Live)